# 1845 en architecture
| Années de l'architecture : 1842 - 1843 - 1844 - 1845 - 1846 - 1847 - 1848    |
| Décennies de l'architecture : 1810 - 1820 - 1830 - 1840 - 1850 - 1860 - 1870 |

Cet article présente les faits marquants de l'année 1845 en architecture.

## Réalisations
- Ouverture de l'Albert Dock à Liverpool construit par Jesse Hartley.
- Aménagement de Trafalgar Square à Londres, dessiné par Charles Barry et John Nash.
- Construction du Mausolée Landry en Louisiane.

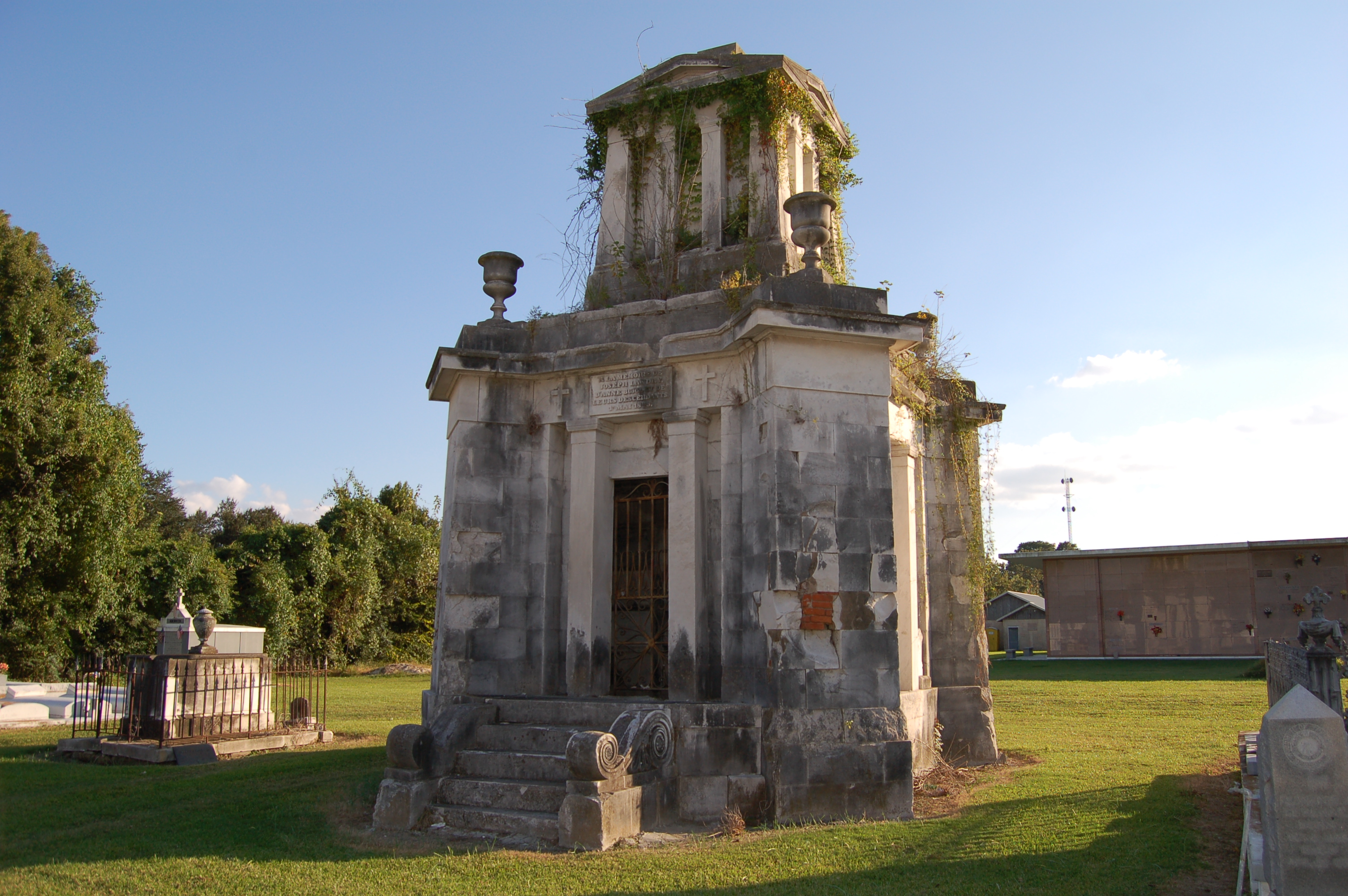
Le Mausolée Landry.

## Événements
- Consécration de l'église de la Madeleine à Paris.

## Récompenses
- Prix de Rome : Félix Thomas.

## Naissances
- 12 décembre : Bruce Price († 29 mai 1903).

## Décès
- x